# William Watson (poète)
Pour les articles homonymes, voir William Watson et Watson.
Sir John William Watson (né le 2 août 1858 à Burley dans le Wharfedale, Yorkshire au Royaume-Uni et mort le 11 août 1935 à Ditchling dans le Sussex) était un auteur britannique de vers lyriques et politiques bien connu pour ses poèmes occasionnels.

## Biographie
Il était le plus jeune fils des trois fils de John Watson (mort en 1887).
En 1892, année de sortie de Lachrymae Musarum, le poète lauréat Alfred Tennyson meurt.